# Camp Falern
El Camp Falern (llatí: Falernus ager) era un territori del nord de l'antiga Campània que s'estenia dels turons Massis al nord del riu Volturn, i era famós per la seva fertilitat, i per l'excel·lència dels seu vi, el falern, que sobrepassava a tots els altres en reputació, segons els autors antics, i era considerat especialment per Horaci com el millor.
És possible que el territori tingués el seu nom per una ciutat anomenada Falèria (cal no confondre-ho amb Faleris, al Laci), però si era així cap escriptor clàssic l'esmenta. Va ser un domini de Càpua fins que els romans la van conquerir després de la batalla del Vesuvi l'any 340 aC i poc després tot el territori, que comprenia la vall del riu Volturn, va ser repartit en lots entre els plebeus romans. L'any 295 aC es va fundar una colònia a Sinuessa, a tocar del districte, però es creu que el Camp Falern no en va formar part, si bé no se sap de quin municipi depenia.
El 217 aC la cavalleria cartaginesa manada per Maharbal, va saquejar el territori, i Titus Livi diu que s'estenia fins Aquae Sinuessane i fins a les portes de Sinuessa; poc després esmenta el Camp Falern com a un lloc separat del Camp Campà pel riu Volturn, però sembla utilitzar els termes en el sentit ampli, mentre que Plini el Vell li dona un sentit més restringit quan l'anomena i diu que el formaven les terres que es trobaven a mà esquerra quan s'arribava al Pont Campà i fins a Colònia Urbana, fundada per Sul·la, és a dir, entre la via Àpia i el Volturn. Probablement el nom es va usar per designar un districte més o menys ample segons el moment o segons si es parlava de la terra del vi o de la terra fèrtil.
Plini el Vell diu que en el seu temps el vi falern havia baixat de qualitat per manca de cura en el seu cultiu, i que el millor vi es deia faustià (llatí: Faustianum), del nom d'un llogaret o ciutat que podria ser la Colònia Urbana de Sul·la. Plini esmenta un llogaret anomenat Cèdies (llatí: Cediae o Caediae), a uns 10 km de Sinuessa, que segurament és les Tabernes Cèdites (llatí: Caeditae Tabernae), a la via Àpia (s'ha trobat una inscripció que esmenta la Colonia Caedicianei).
Tocant al territori hi havia el Camp Estatà (llatí: Statanus ager), entre el Camp Falern i Cales, i Estrabó esmenta les qualitats del vi d'aquell territori, explicant que va arribar a una major qualitat que el del districte veí en temps de Plini.